# Atletismo nos Jogos Pan-Americanos de 2007 - 800 m feminino
Os 800 metros feminino foram um dos eventos do atletismo nos Jogos Pan-Americanos de 2007, no Rio de Janeiro. A prova foi disputada no Estádio Olímpico João Havelange nos dias 23 (semifinais) e 24 de julho (final) com 14 atletas de 10 países.

## Medalhistas
| Ouro   | CAN Diane Cummins       |
| Prata  | COL Rosibel García Mena |
| Bronze | CUB Zulia Calatayud     |

## Recordes
Recordes mundiais e pan-Americanos antes da disputa dos Jogos Pan-Americanos de 2007.
| Tipo                             | Atleta                | Tempo   | Local   | Data                |
| -------------------------------- | --------------------- | ------- | ------- | ------------------- |
|                                  | Jarmila Kratochvílová | 1m53.28 | Munique | 26 de julho de 1983 |
| Recorde dos Jogos Pan-Americanos | Ana Fidelia Quirot    | 1m58.71 | Havana  | 8 de agosto de 1991 |

## Resultados
- Q: classificação por tempos na série.
- q: classificação por melhores tempos no geral.
- DNS: não competiu na prova.

### Semifinal
A semifinal foi disputada em 23 de julho.
| Semifinal 1 | Semifinal 1 | Semifinal 1               | Semifinal 1        | Semifinal 1 | Semifinal 1 |
| Result.     | Result.     | Atleta                    | País               | Tempo       | Qual.       |
| Pos.        | Geral       | Atleta                    | País               | Tempo       | Qual.       |
| ----------- | ----------- | ------------------------- | ------------------ | ----------- | ----------- |
| 1           | 6           | Diane Cummins             | CAN Canadá         | 2m02.80     | Q           |
| 2           | 7           | Zulia Calatayud           | CUB Cuba           | 2m03.00     | Q           |
| 3           | 8           | Marian Burnett            | GUY Guiana         | 2m03.09     | Q           |
| 4           | 10          | Juliana Santos            | BRA Brasil         | 2m03.66     |             |
| 5           | 11          | Morgan Uceny              | USA Estados Unidos | 2m04.13     |             |
| 6           | 12          | Lysaira del Valle Márquez | PUR Porto Rico     | 2m05.15     |             |
| 7           | 13          | Sheena Gooding            | BAR Barbados       | 2m07.93     |             |

| Semifinal 2 | Semifinal 2 | Semifinal 2           | Semifinal 2           | Semifinal 2 | Semifinal 2 |
| Result.     | Result.     | Atleta                | País                  | Tempo       | Qual.       |
| Pos.        | Geral       | Atleta                | País                  | Tempo       | Qual.       |
| ----------- | ----------- | --------------------- | --------------------- | ----------- | ----------- |
| 1           | 1           | Josiane Tito          | BRA Brasil            | 2m01.28     | Q           |
| 2           | 2           | Alysia Johnson        | USA Estados Unidos    | 2m01.48     | Q           |
| 3           | 3           | Rosibel García Mena   | COL Colômbia          | 2m01.60     | Q           |
| 4           | 4           | Ysanne Williams       | JAM Jamaica           | 2m02.49     | q           |
| 5           | 5           | Melissa de Leon       | TRI Trinidad e Tobago | 2m02.72     | q           |
| 6           | 9           | Ana Hachy Peña        | CUB Cuba              | 2m03.29     |             |
| —           | —           | Kenia Marsha Sinclair | JAM Jamaica           | DNS         |             |

### Final
A final dos 800 metros feminino foi disputada em 24 de julho as 18:15 (UTC-3).
| Pos.              | Atleta              | País                  | Tempo   |
| ----------------- | ------------------- | --------------------- | ------- |
| Medalha de ouro   | Diane Cummins       | CAN Canadá            | 1m59.75 |
| Medalha de prata  | Rosibel García Mena | COL Colômbia          | 2m00.02 |
| Medalha de bronze | Zulia Calatayud     | CUB Cuba              | 2m00.34 |
| 4                 | Marian Burnett      | GUY Guiana            | 2m00.40 |
| 5                 | Josiane Tito        | BRA Brasil            | 2m01.41 |
| 6                 | Alysia Johnson      | USA Estados Unidos    | 2m02.57 |
| 7                 | Ysanne Williams     | JAM Jamaica           | 2m03.18 |
| 8                 | Melissa de Leon     | TRI Trinidad e Tobago | 2m03.63 |